# Eyasi
Eyasi (anglicky Lake Eyasi, dříve německy Njarasasee nebo Hohenlohesee) je sezónní bezodtoké mělké slané alkalické jezero ve Východní Africe na severu Tanzanie v regionu Arusha. Nachází se na dně tektonické propadliny ve Východoafrickém riftu u úpatí planiny Serengeti jižně od stejnojmenného národního parku a jihozápadně od kráteru Ngorongoro. Je protáhlé z jihozápadu na severovýchod a má rozlohu 1050 km². Leží v nadmořské výšce 1030 m.

## Vodní režim
Hlavním přítokem je řeka Sibiti.